# Blahodatne, Krînîcikî
Blahodatne (în ucraineană Благодатне) este un sat în comuna Huleaipole din raionul Krînîcikî, regiunea Dnipropetrovsk, Ucraina.

## Demografie
Componența lingvistică a localității Blahodatne
     Ucraineană (92,71%)
     Rusă (6,25%)
Conform recensământului din 2001, majoritatea populației localității Blahodatne era vorbitoare de ucraineană (92,71%), existând în minoritate și vorbitori de rusă (6,25%).